# Petra Kandarr
Petra Kandarr (née Vogt le 20 août 1950 à Halle et morte le 12 mars 2017 à Karlsruhe) est une athlète allemande spécialiste du 100 et du 200 mètres.

## Carrière
Petra Vogt se révèle à l'âge de dix-neuf ans en remportant, sous les couleurs de la République démocratique allemande (RDA), trois médailles d'or lors des Championnats d'Europe 1969 à Athènes. Vainqueur du 100 m en 11 s 6, elle s'impose également sur 200 m devant sa compatriote Renate Meissner d'un centième de seconde. Elle obtient un troisième succès dans cette compétition dans l'épreuve du relais 4 × 100 m aux côtés de Regina Höfer, Renate Meissner et Bärbel Podeswa.
Médaillé d'argent sur 4 × 100 m lors des Championnats d'Europe 1971 à Helsinki, elle se classe deuxième du 60 m lors des Championnats d'Europe en salle 1973 à Rotterdam, derrière Annegret Richter.
En 1969, elle est élue personnalité sportive allemande de l'année de l'Allemagne de l'Est.

## Vie privée
Petra Kandarr est la mère de Jana Kandarr, joueuse de tennis professionnelle dans les années 1990 et 2000.

## Palmarès
| Date | Compétition                    | Lieu      | Résultat | Épreuve   | Temps   |
| ---- | ------------------------------ | --------- | -------- | --------- | ------- |
| 1969 | Championnats d'Europe          | Athènes   | 1re      | 100 m     | 11 s 6  |
| 1969 | Championnats d'Europe          | Athènes   | 1re      | 200 m     | 23 s 2  |
| 1969 | Championnats d'Europe          | Athènes   | 1re      | 4 × 100 m | 43 s 6  |
| 1971 | Championnats d'Europe          | Helsinki  | 7e       | 100 m     | 11 s 7  |
| 1971 | Championnats d'Europe          | Helsinki  | 2e       | 4 × 100 m | 43 s 6  |
| 1973 | Championnats d'Europe en salle | Rotterdam | 2e       | 60 m      | 7 s 29  |
| 1974 | Championnats d'Europe          | Rome      | 8e       | 200 m     | 23 s 99 |